# Harz
För andra betydelser, se Harz (olika betydelser).
Harz är en bergskedja i Tyskland i delstaterna Niedersachsen, Sachsen-Anhalt och Thüringen. Den är ungefär 110 kilometer lång och 30 till 40 kilometer bred. Högsta berget är Brocken  med 1 141,2 meter höjd. Det är enligt folktro en plats där häxor träffas vid valborgsmässoafton.

## Geografi
Bergskedjan är isolerad och skarpt avskiljd från den omgivande slätten och ligger mellan floderna Leine och Saale samt har en areal av 2 030 kvadratkilometer. Bergets stigning är brantast i norr, där det med sina högsta delar uppstiger omedelbart från slätten. Även i väster sluttar det tämligen skarpt mot Seesendalen, varemot det långsamt sänker sig i öster och söder. Berggruppen består av en oregelbunden serie platåer, som här och där höjer sig i rundade toppar och genomskärs i olika riktningar av smala, djupa dalar.
Den nordvästra, högre delen av bergskedjan kallas Oberharz, den sydöstra, lägre och vidsträcktare delen Unterharz och de nordvästra och sydvästra sluttningarna benämnas Vorharz. De högsta topparna i Oberharz är bredvid Brocken, Heinrichshöhe (1 044 meter), Grosser och Kleiner Königsberg (1 029 och 1 027 meter) och Wurmberg (968 meter) samt i Unterharz Auerberg (575 meter) och Victorshöhe (582 meter). Östra delen tillhör huvudsakligen devonformationen och den västra delen karbonformationen. Bergskedjan består av skiffer, gråvacka och kalk (med berömda grottor, bland annat Baumanns- och Hermannshöhle). I västra delen består berggrunden främst av kisel, lerskiffer och kalk. Granit bildar i norr vid Victorshöhe och vid Brocken två stora massiv. En gördel av så kallat Rothliegende perm, trias, jura och krita omgiver nästan hela berget.

### Vattendrag

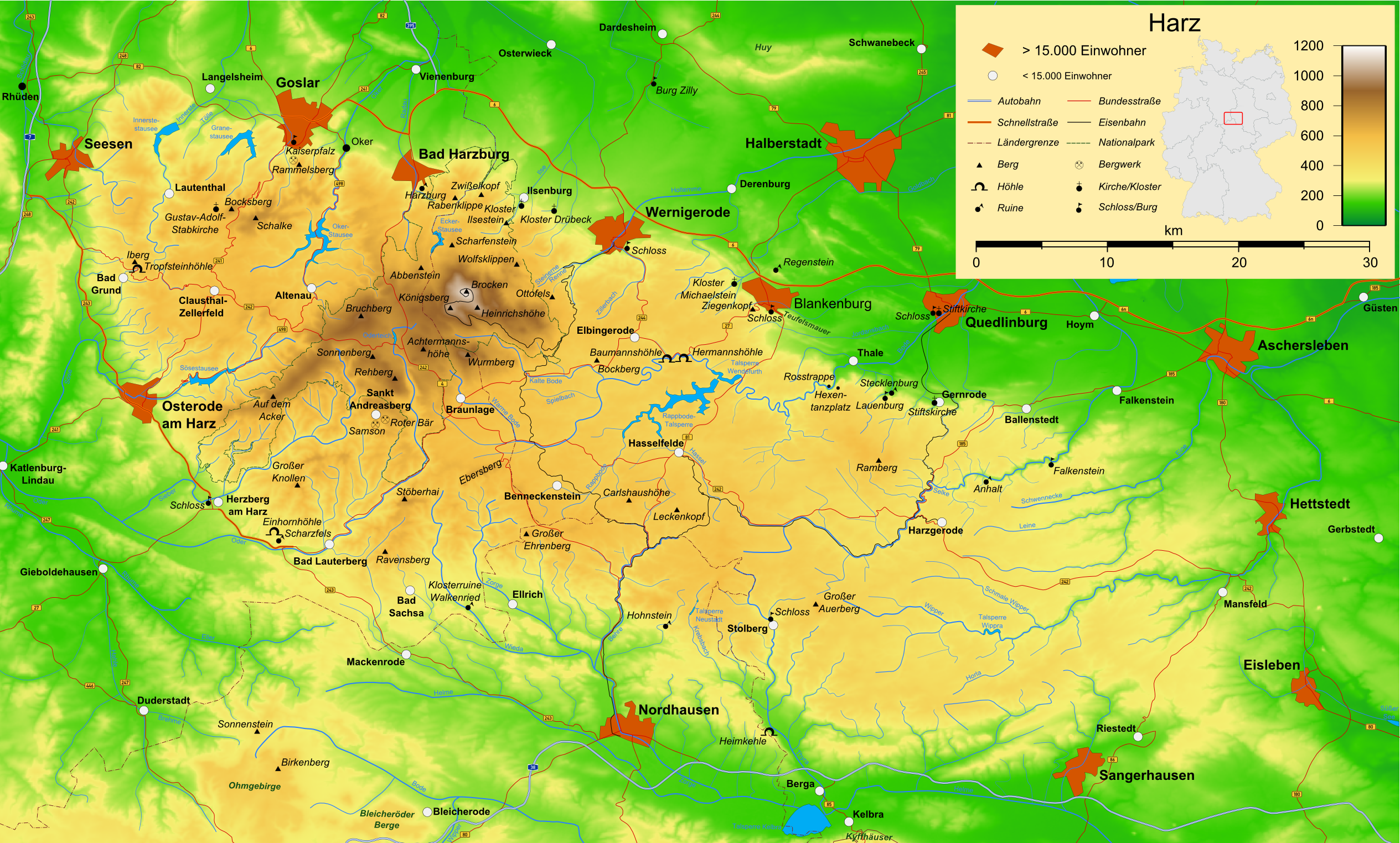
Karta över bergskedjan.

Strömmarna som rinner upp på Harz är många men små. Till Elbes flodområde hör Helme med Sorge, Wipper, Eine, Selke och Bode i öster samt Holzemme i norr. Till Wesers flodområde hör Ilse, Ecker, Eadau och Ocker i norr samt Innerste, Söse, Sieber och Öder i väster.
På grund av sin naturskönhet och litterära förhärligande (dikter som Goethe och Heine skrev om Harz) är Harz en av de mest besökta trakterna i Tyskland. Det genomskärs av många vägar i alla riktningar och är fullständigt omslutet av järnvägar. Sedan 1898 går en bana med ångtåg upp till Brocken, där det sedan 1895 finns ett meteorologiskt observatorium. Den vackraste dalen är kanske Bodedalen med Rosstrappe, Hexentanzplatz, Baumannshöhle och Bielshöhle.

## Råvaror
Harz är rikt på malmer som silver, guld, järn, bly och koppar, och står i mineralrikedom näst efter Erzgebirge bland Tysklands bergskedjor. Dessutom bryts marmor, granit och alabaster, och vid östra foten finns flera saltkällor. Bergsbruket i Harz började omkring år 968, och en krans av städer och andliga stiftelser drog sig sedan 1000-talet omkring berget. De stora skogarna som täcker bergssidorna (i Oberharz mest barrskog, i Unterharz huvudsaklig lövskog) ger upphov till en ansenlig trävaruexport. 

## Bilder

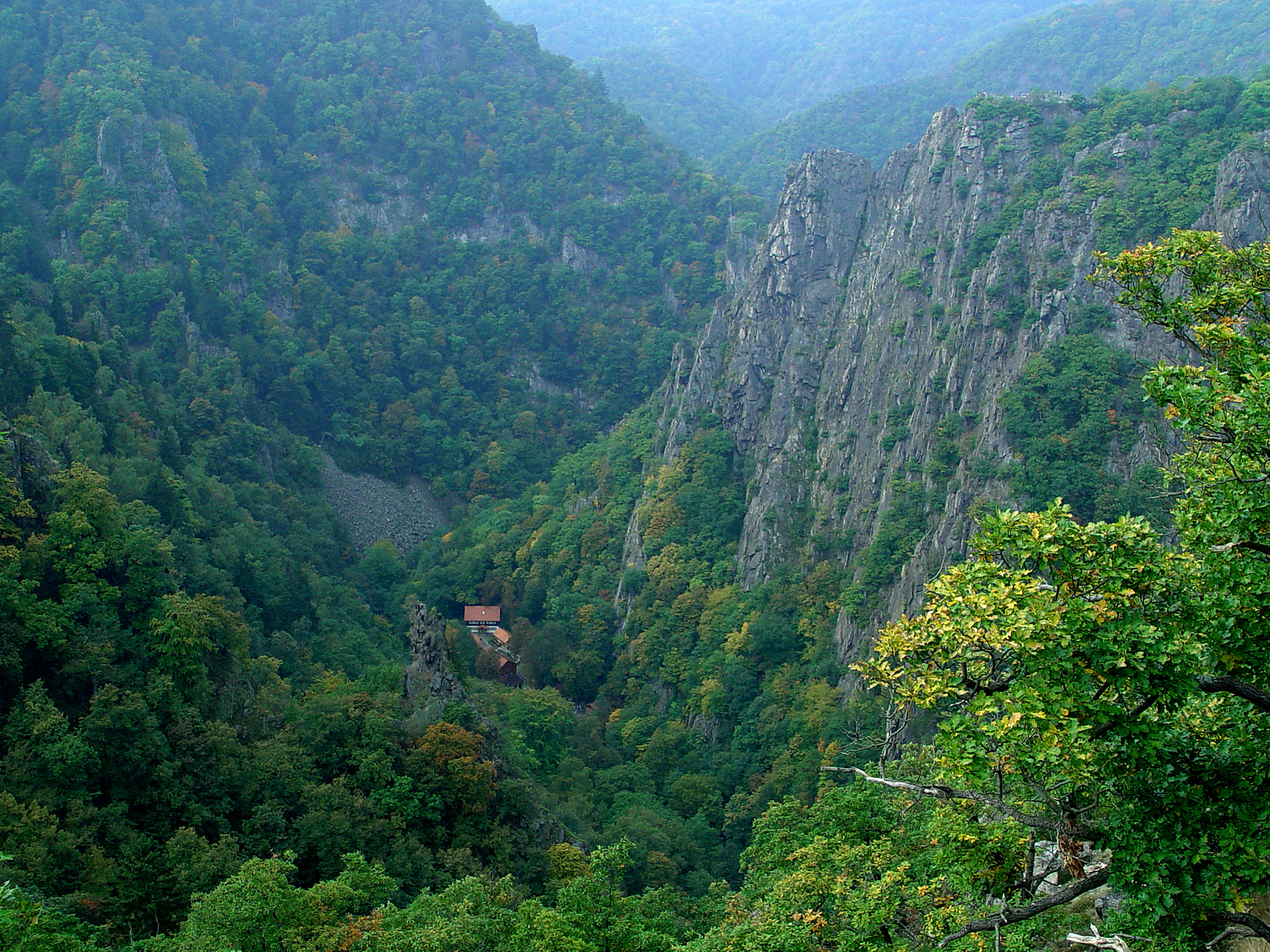
Ravinen Bodetal, där enligt folktron Häxornas dansplats är.
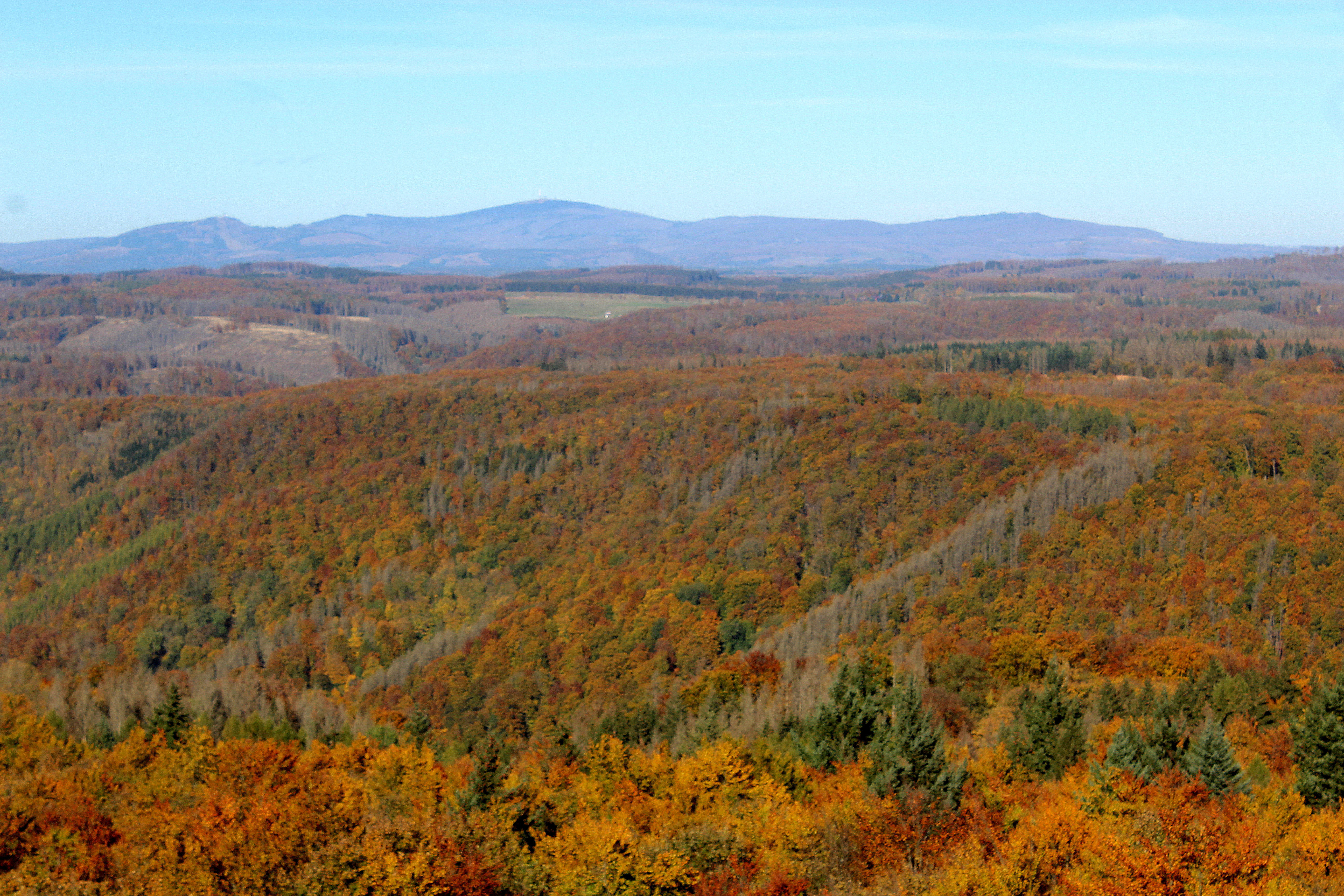
Vy mot Brocken.
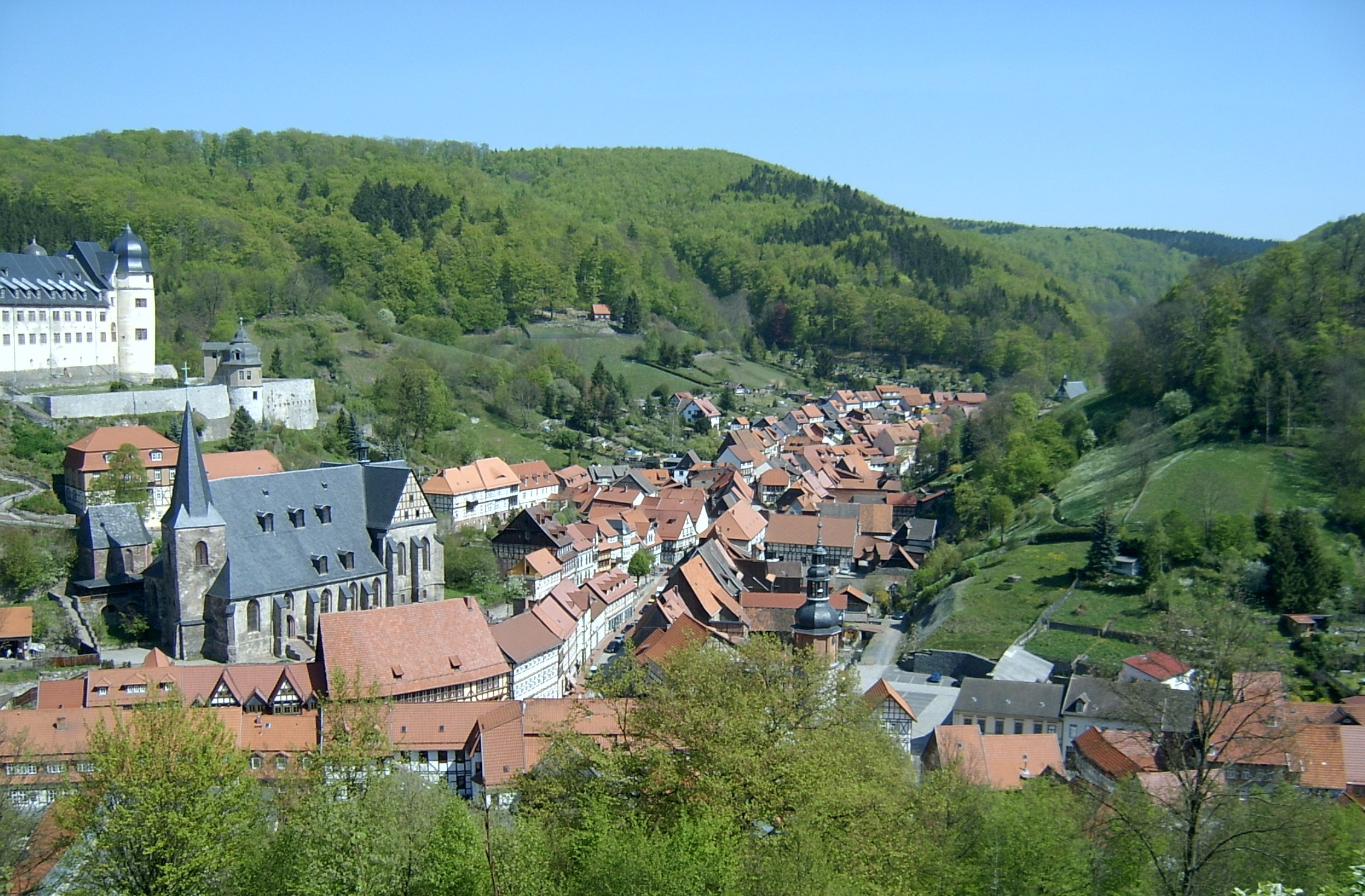
Stolberg vid bergskedjan.
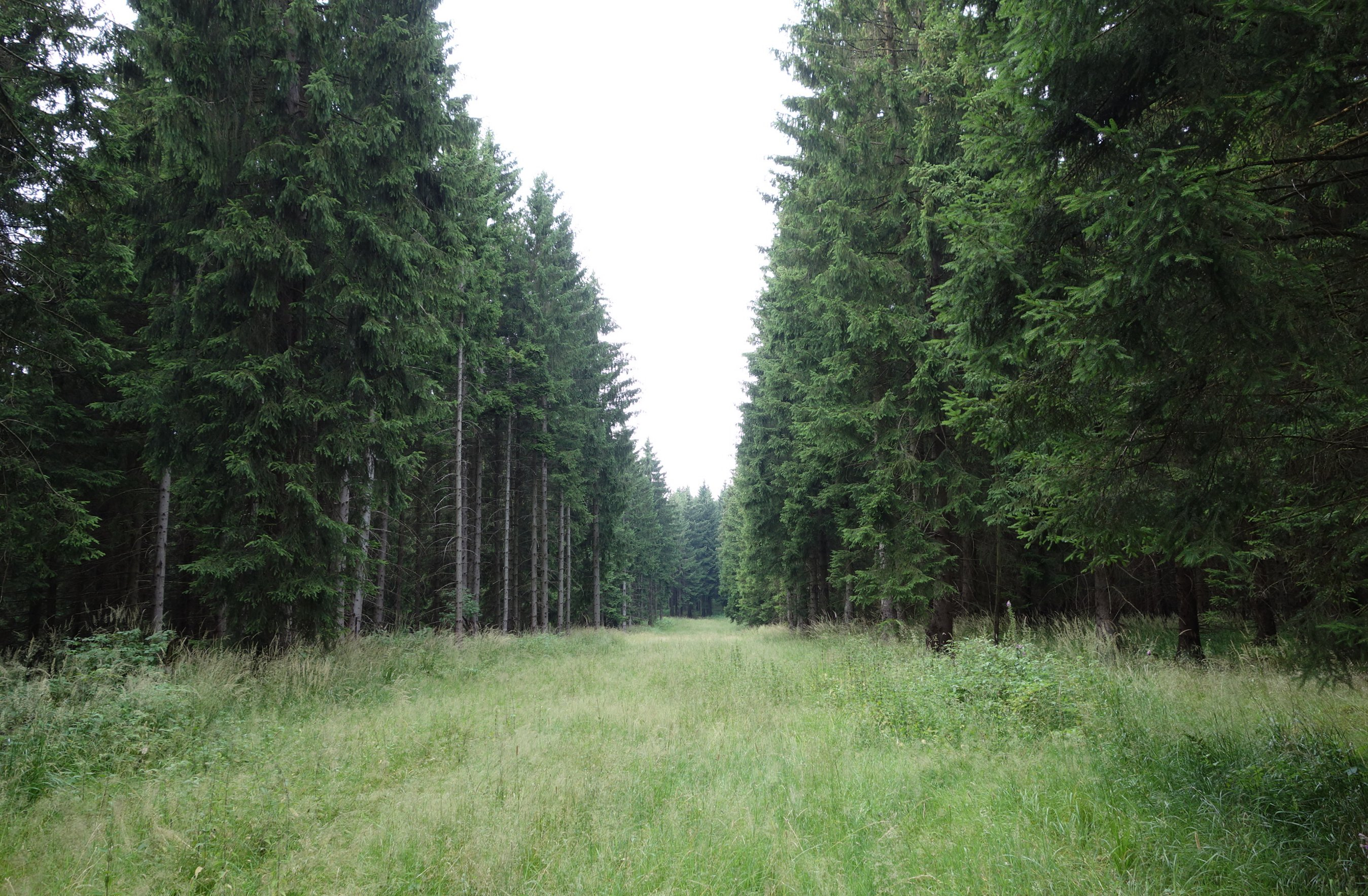
Skog i bergsområdet.